# Franz Werner
Franz Josef Maria Werner (Viena, 15 de agosto de 1867 – Viena, 28 de fevereiro de 1939) foi um zoólogo, professor e explorador austríaco, especializado em herpetologia e entomologia. Viajou por vários países, por onde catalogou várias espécies. Inúmeras espécies foram descritas por ele, sendo composta principalmente por anfíbios, répteis e artrópodes.